# 히다 지진

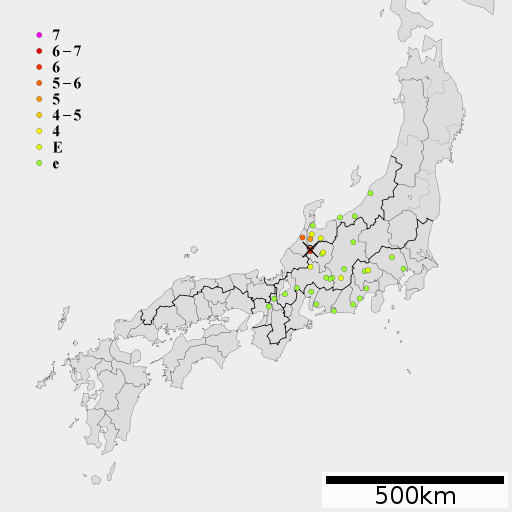
일본 각지에서 느낀 히다 지진의 지진동 진도 분포 지도

히다 지진(일본어: 飛騨地震 히다지신[*])은 1855년 3월 18일(안세이 2년 2월 1일 (음력))에 일본 히다국 시라카와고에서 일어난 규모 M6.8의 지진이다. 판 내부에서 일어난 직하형지진으로 진원의 깊이는 매우 얉았던 것으로 추정된다.
히다 지진 3년 후인 1858년엔 히다국에서 히에쓰 지진이 일어났다.

## 피해
진원지 가까이에 있는 히다국 시라카와고 호키와키무라, 노타니무라, 다이마키무라(현 기후현 오노군 시라카와촌)에 산사태가 일어났다. 이 산사태로 도로가 끊기고 토사가 집을 덮쳐 파괴하는 피해를 입었다. 호키와키무라에선 민가 2채가 무너져 12명의 사망자가 발생했다.
도한 가가국에서도 가나자와성 돌담이 일부 무너지는 피해를 입었다.

## 같이 보기
- 안세이 대지진
- 유발지진